# The Lonely Villa
The Lonely Villa è un cortometraggio muto del 1909 diretto da David W. Griffith. La sceneggiatura venne scritta da Mack Sennett che prese spunto da un lavoro teatrale di André de Lorde, ispirato da un fatto di cronaca.
Fu il film d'esordio per James Kirkwood. Nel ruolo delle tre ragazzine troviamo alcune tra le più famose attrici bambine del tempo: una giovane Mary Pickford, Gladys Egan e Adele DeGarde.

## Trama
Una banda di malfattori riesce ad attirare fuori dalla sua elegante villa il capofamiglia e, una volta allontanato in automobile, penetra in casa, mentre la moglie e le tre figlie si barricano in una stanza. A causa di un guasto alla sua automobile, il Signor Cullison entra in una taverna e telefona alla moglie, che gli racconta la terribile notizia dell'assedio alla stanza. Dopo averle suggerito di prendere la pistola nella scrivania (che però è scarica), i due coniugi vengono interrotti da uno dei ladri che taglia il filo del telefono. Quindi il Signor Cullison e alcuni avventori della taverna prendono un carro da una comunità di zingari lì vicino e corrono verso casa. Nel frattempo i ladri hanno superato la barricata e sono entrati anche nella seconda stanza, fermati proprio mentre stanno aggredendo la Signora Cullison e le figlie. Il film termina con un abbraccio consolatorio della famiglia, finalmente riunita.

## Produzione
Prodotto Biograph Company, il film fu girato in esterni a Fort Lee, nel New Jersey, in interni allo studio Biograph. Le riprese durarono dal 29 al 30 aprile e dal 6 al 14 maggio 1909.

## Distribuzione
Distribuito dalla Biograph Company, uscì nelle sale il 10 giugno 1909, proiettato in split reel insieme a un altro cortometraggio di Griffith, A New Trick.
Esistono copie del film in 16 mm (positivo). Restaurato e distribuito in VHS e in DVD. Nel 2006, la Grapevine lo ha inserito in un'antologia DVD (in NTSC) di lavori di Griffith dal titolo D.W. Griffith, Director, Volume 3 (1909) che comprende film per un totale di 112 minuti.

### La critica
Claude Beylie, Cinémathèque pour vous 6-7 gennaio-marzo 1973:
Due universi, due modi di narrazione, due stili di vita, perfettamente in contrasto, si oppongono sin dalle prime immagini di questo film (...) . Ne derivano due stili di messa in scena.